# Zystozele

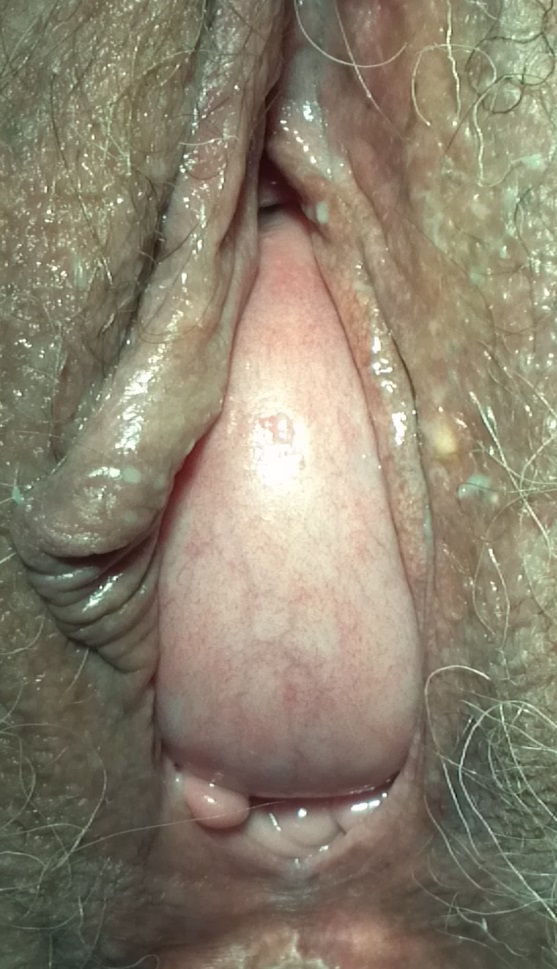
Zystozele bei einer 73-jährigen Frau

Eine Zystozele ist eine Vorwölbung der Harnblase in die vordere Vaginalwand. Sie tritt infolge einer Beckenbodenschwäche auf, meist kombiniert mit einer Senkung oder einem Vorfall der Scheide. Zumeist ist auch die Harnröhre in die Vorwölbung einbezogen (Urethrozystozele).

## Klinisches Bild und Diagnostik
Eine Zystozele kann eine Harninkontinenz, bei größeren Zystozelen auch eine Harnverhaltung, verursachen.
Bei der vaginalen Untersuchung mit einem Spekulum ist der Blasenboden abgesenkt und wölbt die vordere Scheidenwand und das vordere Scheidengewölbe vor. Die Diagnostik ist bei gefüllter Blase und Bauchpresse erleichtert. Bei einer Zystourethrozele sind die Falten des Blasenhalses und die Blasentaille verstrichen, der Harnröhrenwulst ist nicht mehr deutlich abgegrenzt und teigig.
Entscheidend für die genaue Diagnose und die richtige Behandlung ist die Unterscheidung, ob es sich um einen zentralen oder seitlichen Defekt handelt. Bei der Dehnungszystozele ist die Scheidenwand glatt verstrichen, bei einer Verlagerungszystozele sind die Scheidenrunzeln dagegen erhalten und nur deren seitlichen Furchen abgeflacht oder verstrichen. Werden diese mit einer Kornzange angehoben und die Zele verschwindet, dann liegt ein seitlicher Defekt vor (Elevationstest).

## Behandlung
Die Behandlung erfolgt meist chirurgisch. Bei einer Dehnungszystozele kann eine vordere Scheidenplastik (Kolporrhaphia anterior) durchgeführt werden. Bei einer Verlagerungszystozele ist eine paravaginale Kolpopexie angezeigt, bei der die Scheide wieder an der seitlichen Beckenwand fixiert wird.